# Dušan Škvarenina
Dušan Škvarenina (16 de outubro de 1939 — 16 de setembro de 1997) foi um ciclista olímpico tchecoslovaco. Representou sua nação nos Jogos Olímpicos de Verão de 1960.